# ステファン・ヤンセン
ステファン・ヤンセン（Stefan Jansen、1972年7月4日 - ）は、スペイン・フェヘル出身の元サッカー選手。ポジションはフォワード。